# Пам'ятник Малюки, що пускають кораблики (Київ)
Пам'ятник «Малюки, що пускають кораблики» або «Малюки, засновники Києва»— розташований у Києві на Поштовій площі. Автором є художник-скульптор Володимир Журавель, що також є творцем пам'ятника Анатолія Кузнєцова на Куренівці, пам'ятника Іллі Муромцю в парку «Муромець» та пам'ятника Ігорю Сікорському у аеропорту «Київ» ім. Сікорського.
Архітектор — Селіванов Олег Володимирович, графічний дизайнер —Топольський Станіслав Олегович. Основу композиції складають три фігури хлопчиків, які є прообразами легендарних братів-засновників Києва — Кия, Щека і Хорива. Діти граються корабликами на стилізованій карті Києва, а у декількох метрах бронзова лавка, на якій сидить маленька дівчинка, прообраз сестри Либідь.

## Історія скульптури
Пам'ятник відкрили 6 травня 2017 року. Композиція була створена за підтримки мера Києва Віталія Кличка, меценатом виступила Тетяна Балясна.
Володимир Журавель розказував, що задум цього об'єкту виник, коли його батько, художник Микола Журавель, попросив виліпити скульптуру півторарічного брата Михайла.
|                                | Батько запропонував, щоб скульптура братика стала моєю другою дипломною роботою. Я зробив кілька варіантів фігури, і це наштовхнуло мене на думку створити групову композицію, персонажами якої були б малюки. Обговорив цей план з батьком, і виникла ідея показати легендарних засновників Києва в образах маленьких дітей. Вирішили, що вони будуть пускати паперові кораблики по карті столиці. |
| — зазначив Володимир Журавель. | |

За задумом автора, існує три рівня сприйняття цієї композиції:
- Діти, які просто граються, пускаючи кораблики.
- Історичний, малюки-засновники Києва, прообраз легендарних братів: Кия, Щека, Хорива і їхньої сестри Либідь.
- Сакральний, образ космічних дітей.

4 грудня 2017 року була виявлена крадіжка частини скульптури, а саме кораблики, які  в руках у Щека та Хорива, а також фрагмент карти Києва, злочинця затримали.
В грудні 2018 року скульптури малюків вдягнули у зимовий одяг.

## Галерея зображень

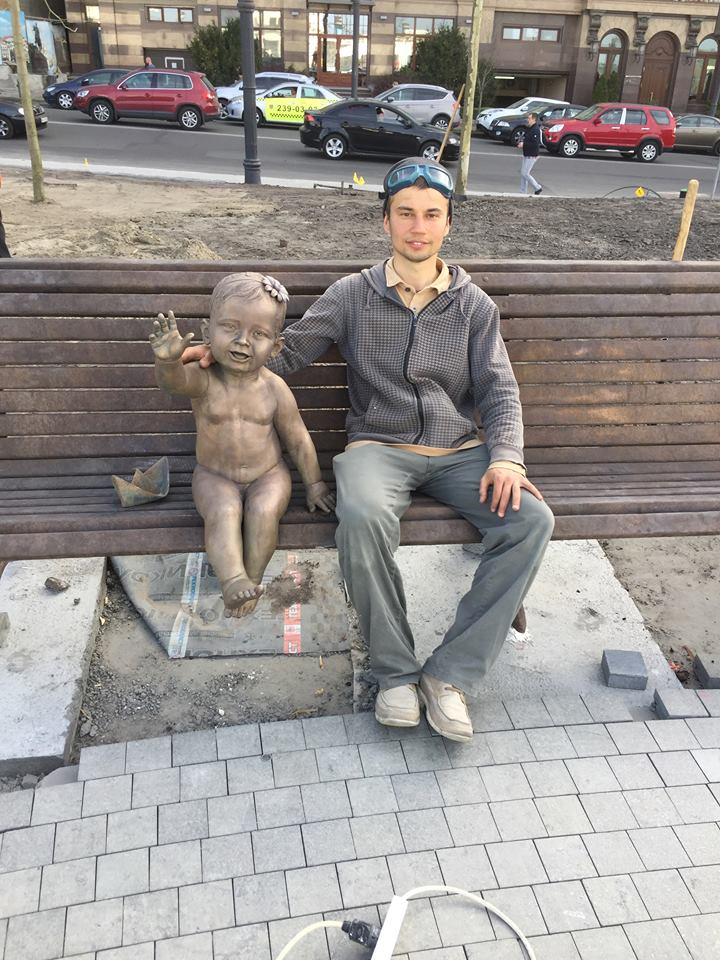
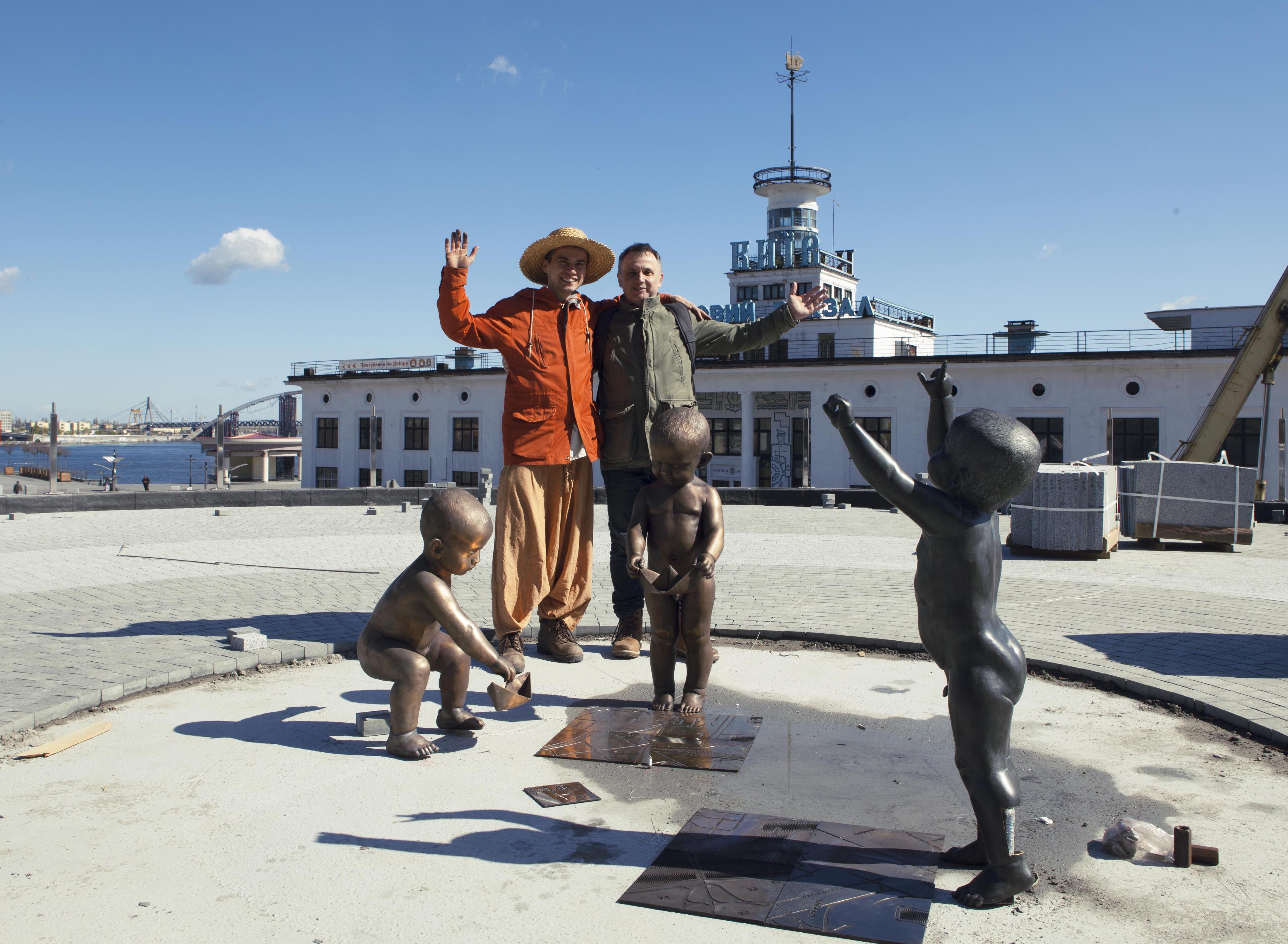
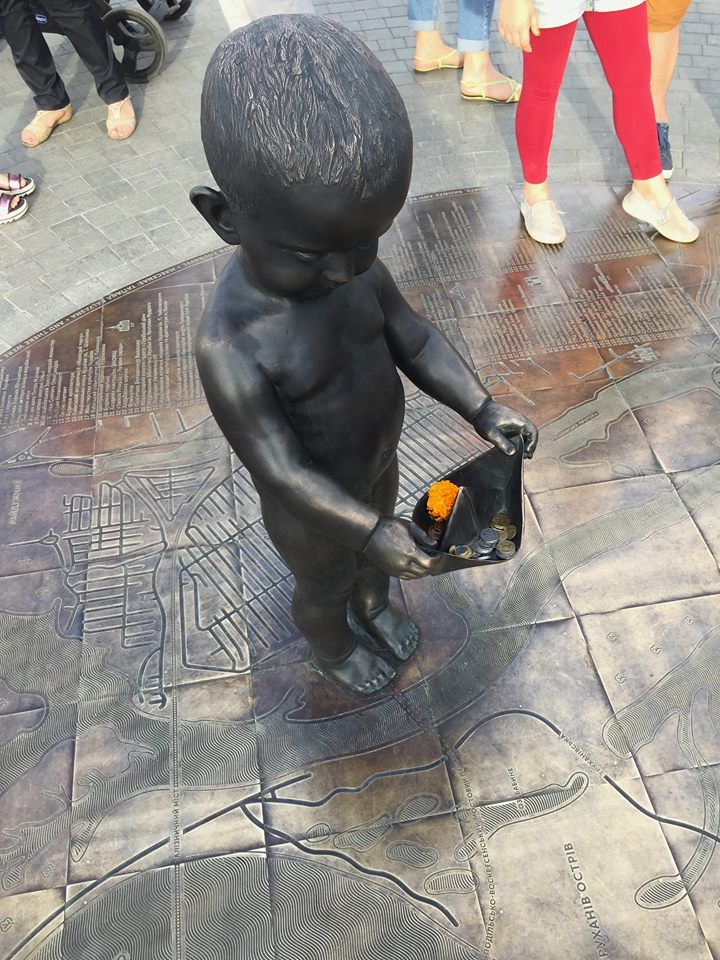
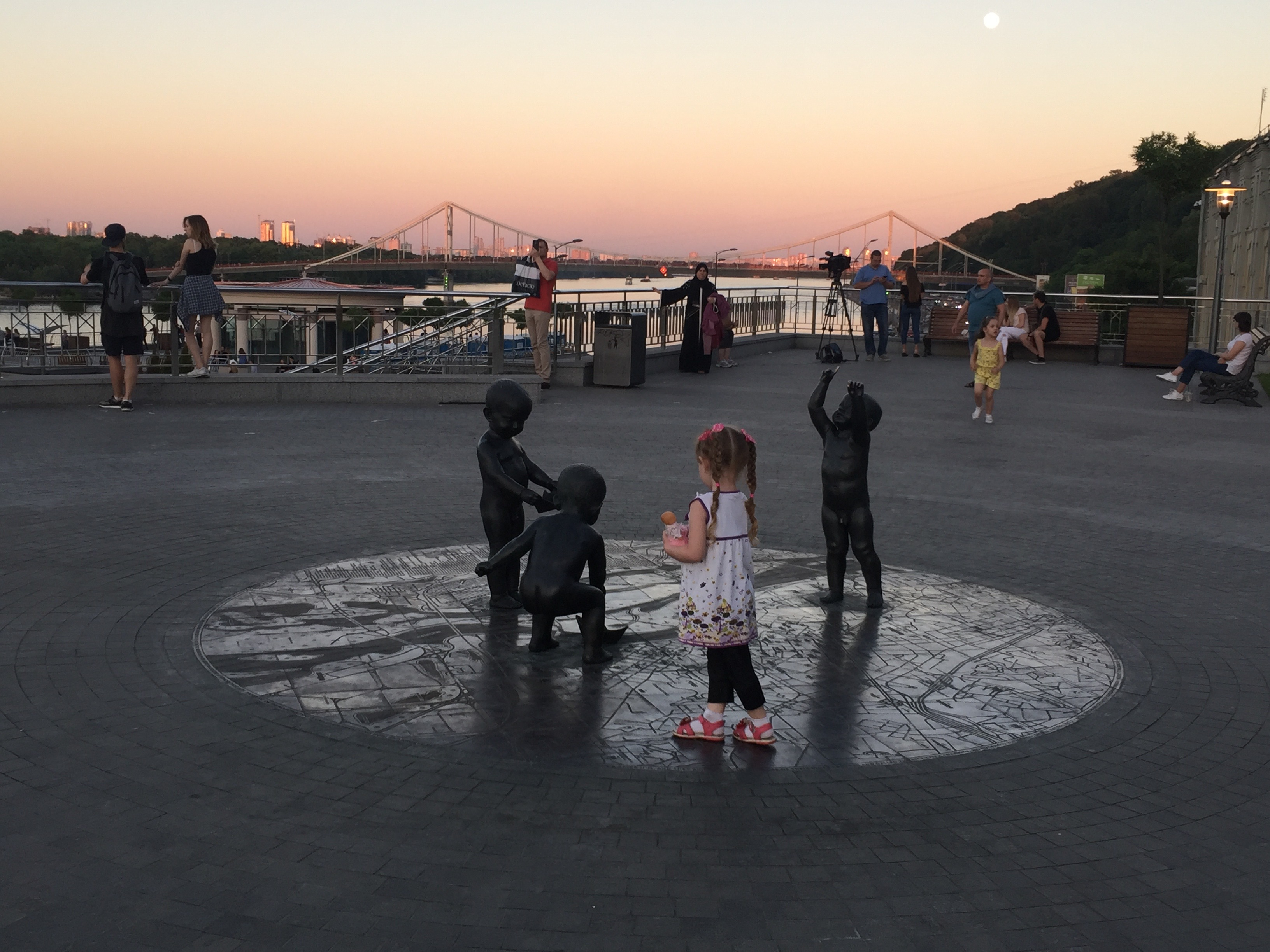
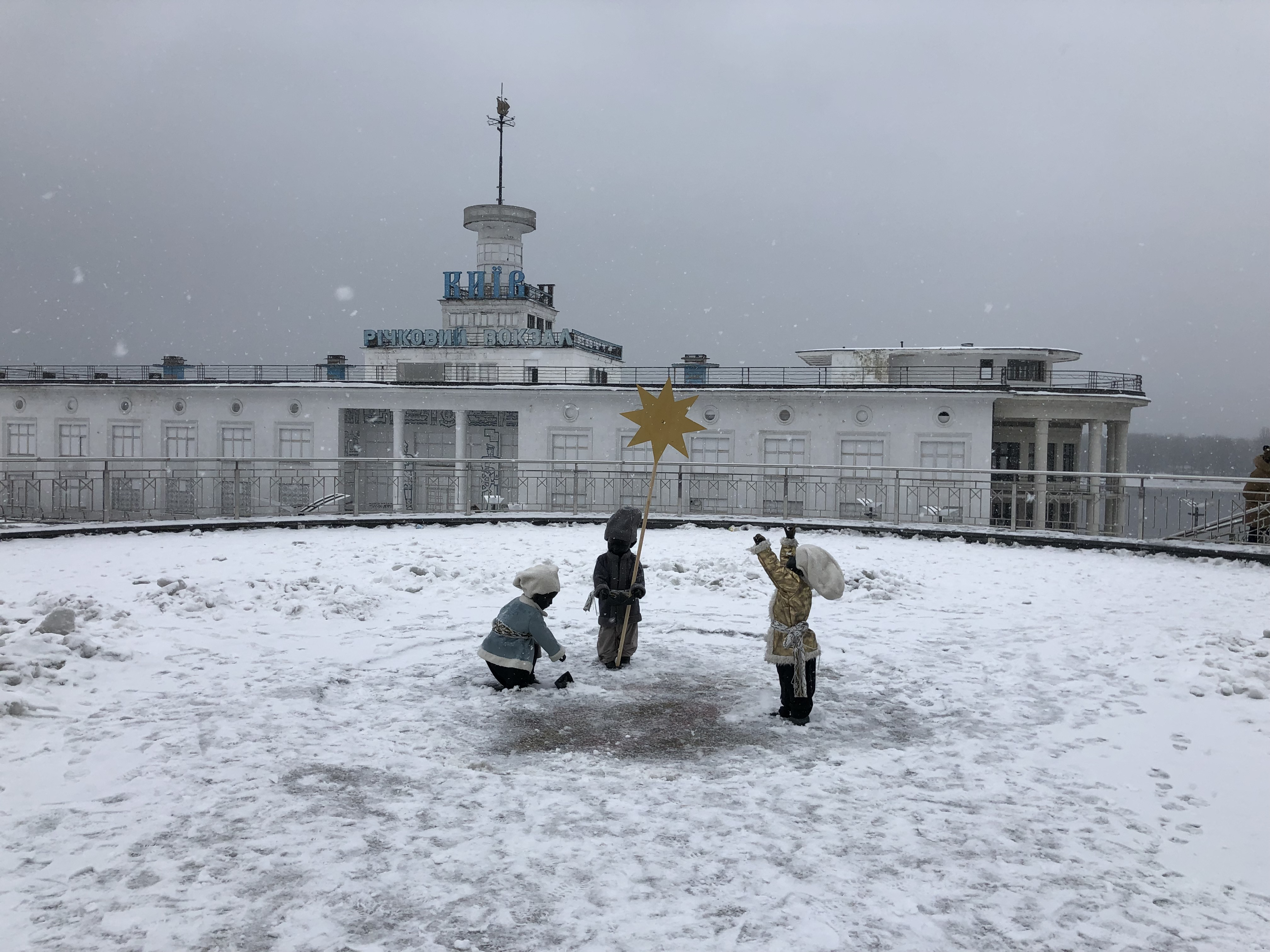
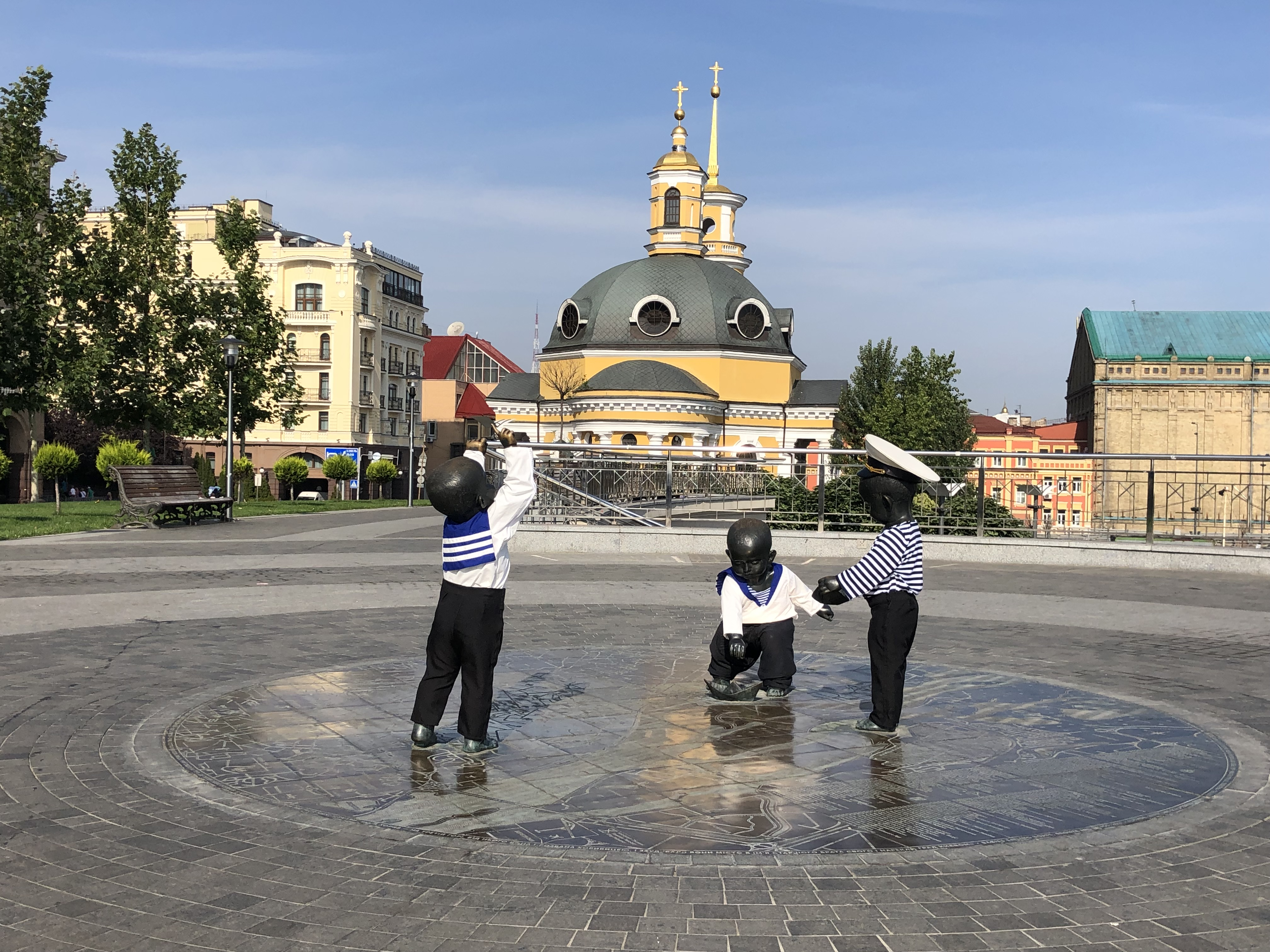
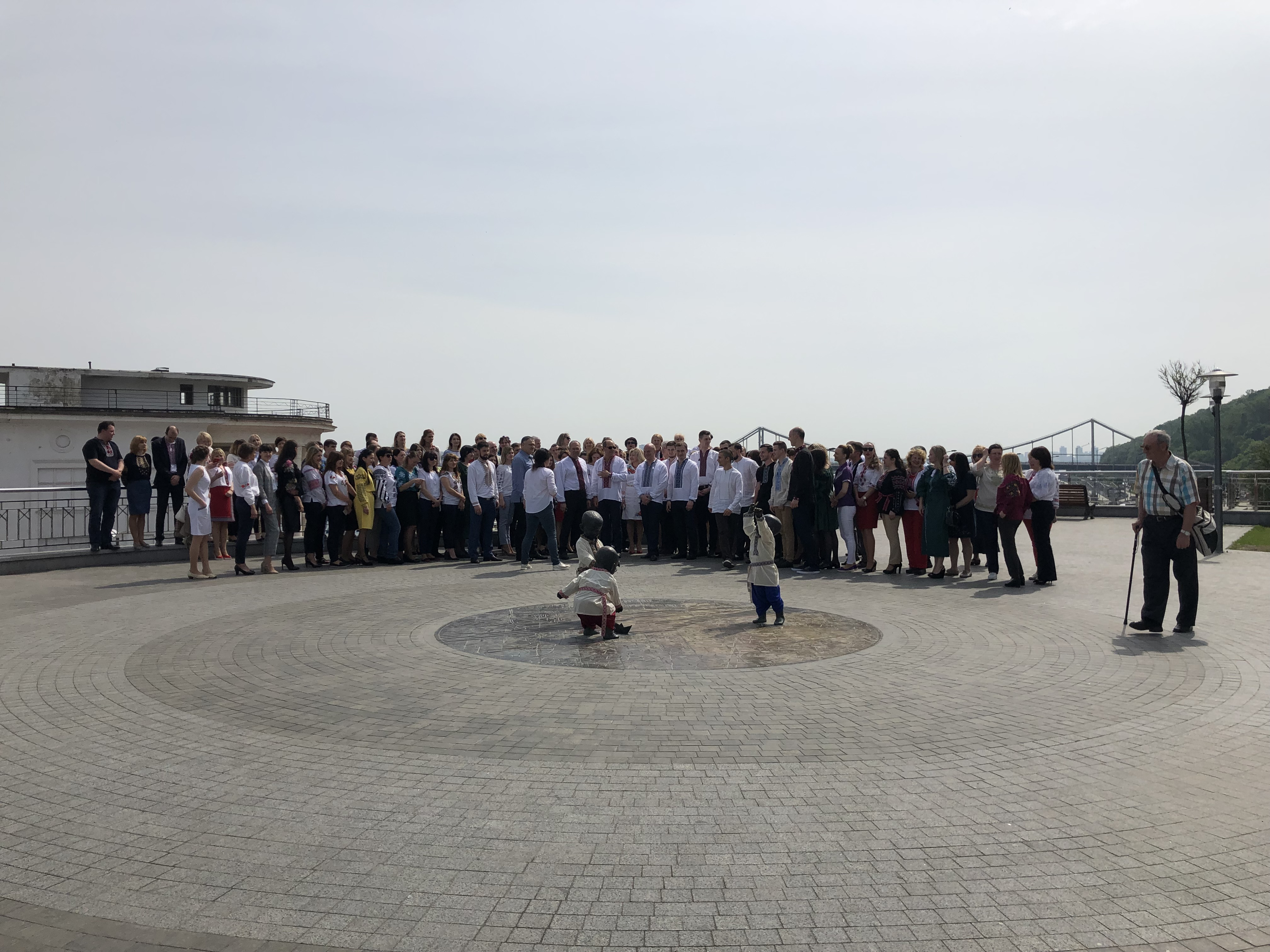
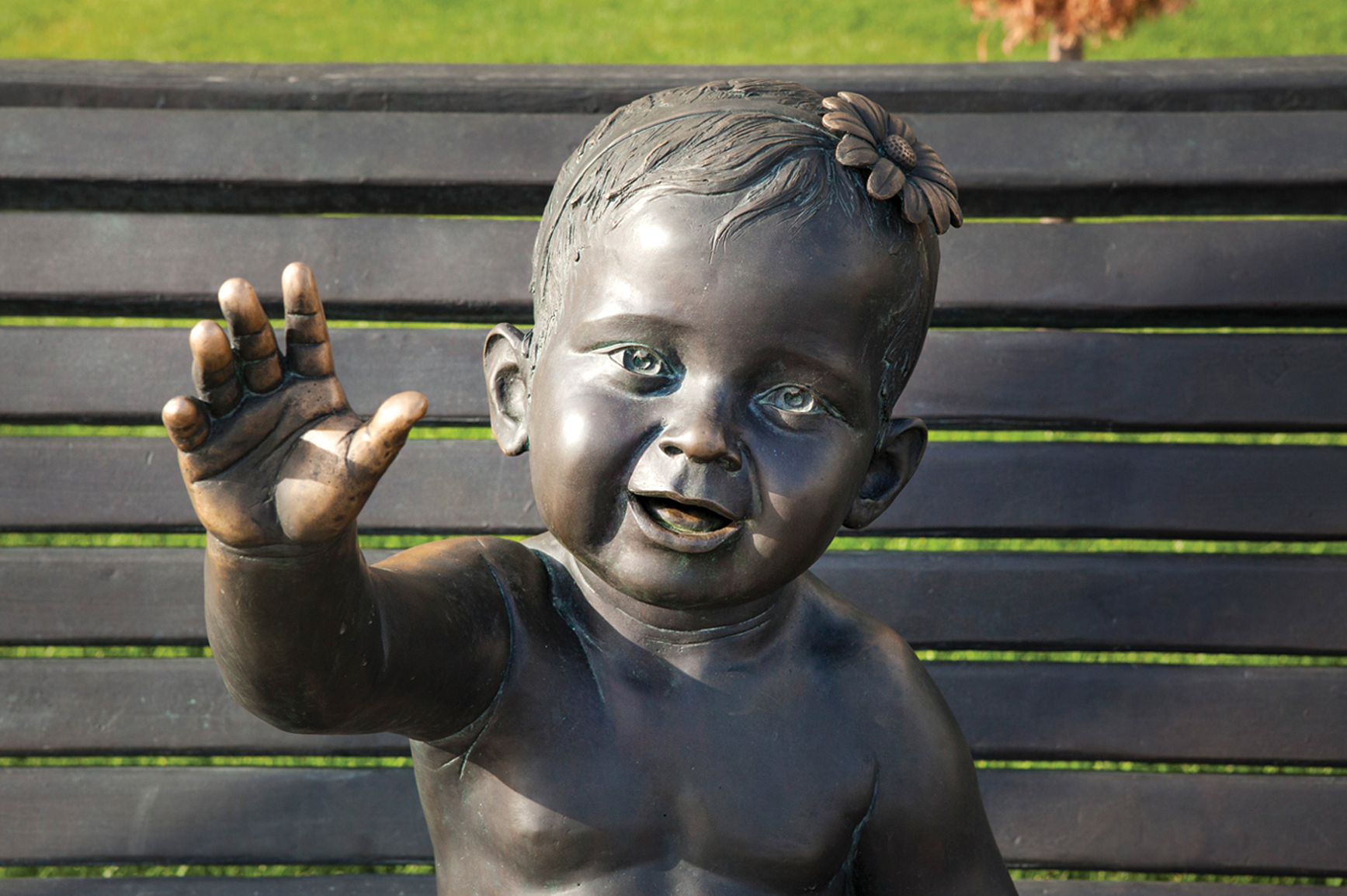
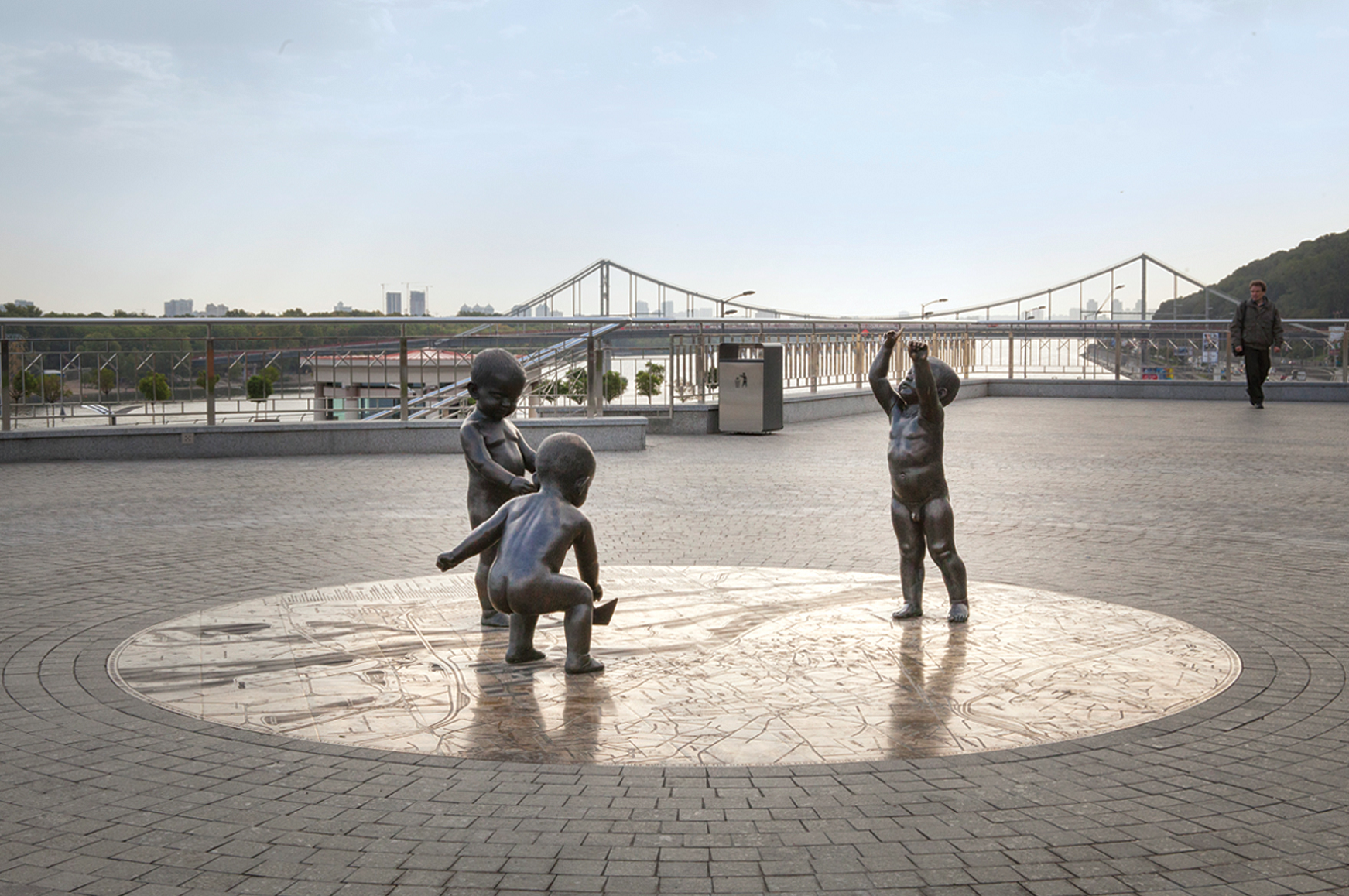

- Файл:8_Фото_під_час_монтажу_скульптурної_12_Ph._by_Volodymyr_Zhuravel.jpg
- Файл:9_Фото_під_час_монтажу_скульптурної_12_Ph._by_Volodymyr_Zhuravel.jpg
- Файл:11_Ph._by_Volodymyr_Zhuravel.jpg
- Файл:12_Ph._by_Volodymyr_Zhuravel.jpg
- Файл:13_Ph._by_Volodymyr_Zhuravel.jpg
- Файл:15_Ph._by_Volodymyr_Zhuravel.jpg
- Файл:14_Ph._by_Volodymyr_Zhuravel_jpeg.jpg
- Файл:Zhuravel_-_Toddlers_launching_ships_2.png
- Файл:Zhuravel_-_Toddlers_launching_ships_3.png